# Cañón Krupp
El cañón Krupp es una familia de piezas de artillería utilizadas por distintos ejércitos del mundo desde el siglo XIX

## Historia
En 1811, Friedrich Krupp fundó su Gusstahlafabrik, fábrica de acero fundido, pero fue su hijo Alfred Krupp el que alcanzó notable éxito. En 1856, la Fried. Krupp A.G. produjo un cañón de ánima estriada de avancarga de 9 cm de acero fundido, que dio tan buen resultado que Prusia adoptó el acero como material para sus cañones del ejército, siendo el primer país en hacerlo.
Los cañones de Krupp fueron comprados en la década de 1860 por los ejércitos de Rusia, Austria y el Imperio Otomano. A partir de la década de 1870 fueron comprados por países de todo el mundo. También desarrolló pronto cañones navales, de tal manera que desde 1863 fabricaba cañones para la Armada austrohúngara, el Imperio Otomano y Prusia, entre otros. 
En 1880, Krupp desarrolló un cañón naval de 88 mm y adoptó el calibre de 75 mm para los cañones de campaña y de montaña del ejército. 
En la guerra del Pacífico fue utilizado por el ejército chileno.
Cuando en 1897 apareció el cañón francés de tiro rápido de 75 mm, Krupp produjo el similar de 77 mm, muy utilizado en la Primera Guerra Mundial
En la guerra civil española también fue utilizado como cañón de montaña. 
La Fuerza Naval Hondureña mantiene un cañón Krupp en la Base Naval de Amapala, en la costa del Pacífico, desde 1948, y es el primero de esta clase fabricado por la compañía, según fuentes militares se mantiene en buen estado de funcionamiento.[cita requerida]
El ejército argentino operó  los cañones Krupp de 75 mm. Estos llegaron importados desde Alemania en 1910 en la cantidad de quinientos ejemplares (todos con su número de serie en el lomo del cañón bajo el escudo nacional argentino) y se los denominó como "Krupp modelo argentino 1909".

## Características
La principal característica de los cañones Krupp era su material de fabricación, el acero al carbono de muy bajo nivel de oxidación. El acero Krupp era de tal calidad, que la Real Fábrica de Woolwich, en Inglaterra, compraba a Krupp el acero para fabricar cañones de acuerdo a los estándares de la Royal Navy. También Krupp fue uno de los primeros fabricantes en diseñar cañones de retrocarga para uso del ejército.
Inicialmente, Krupp desarrolló un sistema de retrocarga con cierre de cuña pero debido a problemas con su escape de gas, continuó fabricando cañones de avancarga hasta que la adopción del anillo Broadwell permitió superar este problema. Así, desarrolló los mejores cañones de retrocarga de la época. Inicialmente, Krupp sólo vendía a Prusia sus cañones con sistema de retrocarga, pero a partir de 1888, comienza a exportar a todo el mundo. 
El cierre se realizaba con una cuña de acero que se deslizaba transversalmente en una ranura cortada en la parte trasera del cañón. El movimiento se impartía por un mecanismo de tornillo y la obturación contra el escape de gases por el sistema de anillo Broadwell. 
También Krupp copió el sistema de Blakely para fabricar cañones zunchados.

## Calibre
Al principio, el calibre de los cañones Krupp se determinaba por el peso del proyectil en libras, pero en la década de 1860 se empezó a denominar el calibre por el diámetro del ánima en centímetros o milímetros.
Los principales cañones entre las décadas de 1860 y 1880 fueron:
| Denominación | Calibre (cm) | Peso del ánima (kg) | Peso del proyectil (kg) | Alcance máximo (m) | Velocidad inicial (m/s) |
| ------------ | ------------ | ------------------- | ----------------------- | ------------------ | ----------------------- |
| montaña      | 6            | 107                 | 2,14                    | 2.500              | 300                     |
| campaña      | 7,5          |                     | 4,3                     | 4.600              | 465                     |
| montaña      | 7,5          | 100                 | 4,3                     | 3.000              | 294                     |
| campaña      | 7,85         | 290                 | 4,3                     | 3.000              | 357                     |
| campaña      | 8,7          |                     | 6,8                     | 4.800              | 465                     |
| naval        | 17           | 6.000               | 54,5                    | 4.800              | 460                     |
| costa        | 21           | 9.700               | 99                      | 3.800              | 430                     |
| naval        | 24           | 17.700              | 160                     | 6.000              | 582                     |